# Poleszucy

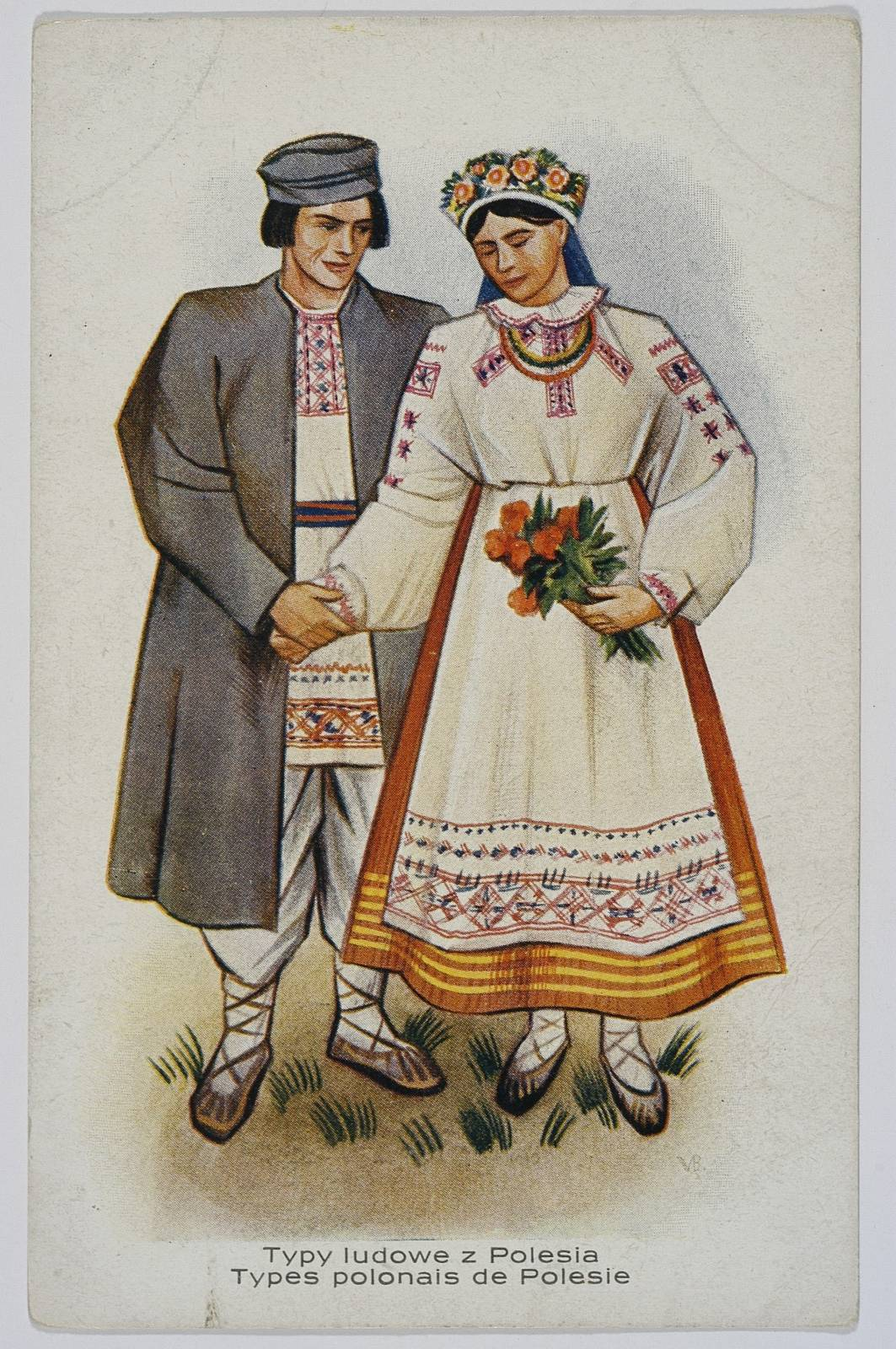
Poleszucy w strojach ludowych (1908)

Poleszucy (ukr. поліщуки poliszczuky, biał. палешукі paleszuki) – grupa etniczna, historycznie zamieszkująca Polesie, współcześnie zasiedlająca częściowo obszary Polski, Białorusi i Ukrainy. 
Etnonimiczny termin Poleszuk zapożyczony został z dialektu białoruskiego i zwyczajowo funkcjonował w ogólnej polszczyźnie dla określenia mieszkańca Polesia.
Językowo Poleszucy posługują się mieszanym dialektem języka ukraińskiego, białoruskiego i polskiego. Sami określali swą mowę „po prostemu” (wpisując też tak w dowodach osobistych).
Badacze twierdzą, że ich przodkami byli Dregowicze, którzy zamieszkiwali tereny nad Prypecią i Sożą (prawe – zachodnie dopływy górnego Dniepru). Stosunkowo niedawno rozwinęli własną tożsamość narodową; wcześniej pytani o swą narodowość, odpowiadali: „tutejszy”. W spisie ludności Polski z 1931 roku ok. 700 tys. osób uznawało siebie za „tutejszych”. Według pewnych opinii pojęcie to stworzone zostało przez ówczesną administrację wojewódzką podczas spisu z 1931 r. w celu pomniejszenia liczebności Białorusinów bądź Ukraińców. Według tego stwierdzenia wynik poprzedniego spisu z 1921 r. w żaden sposób nie potwierdzał takiego stanu. 
Współcześnie Poleszucy na Białorusi pod względem zarówno kulturowym, jak i etnicznym stanowią odrębną grupę ludności tego państwa.

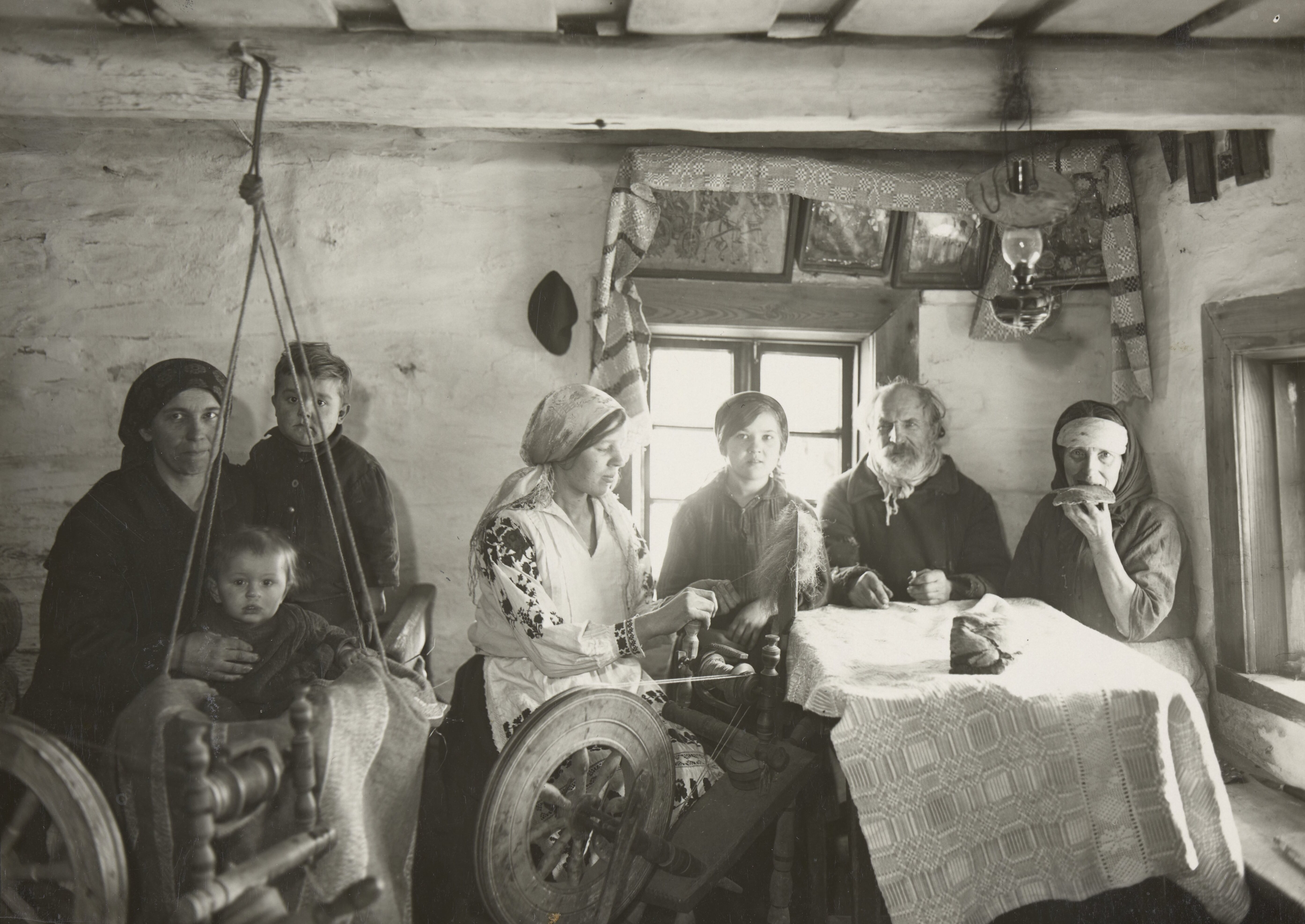
Wnętrze izby, Sienkiewicze
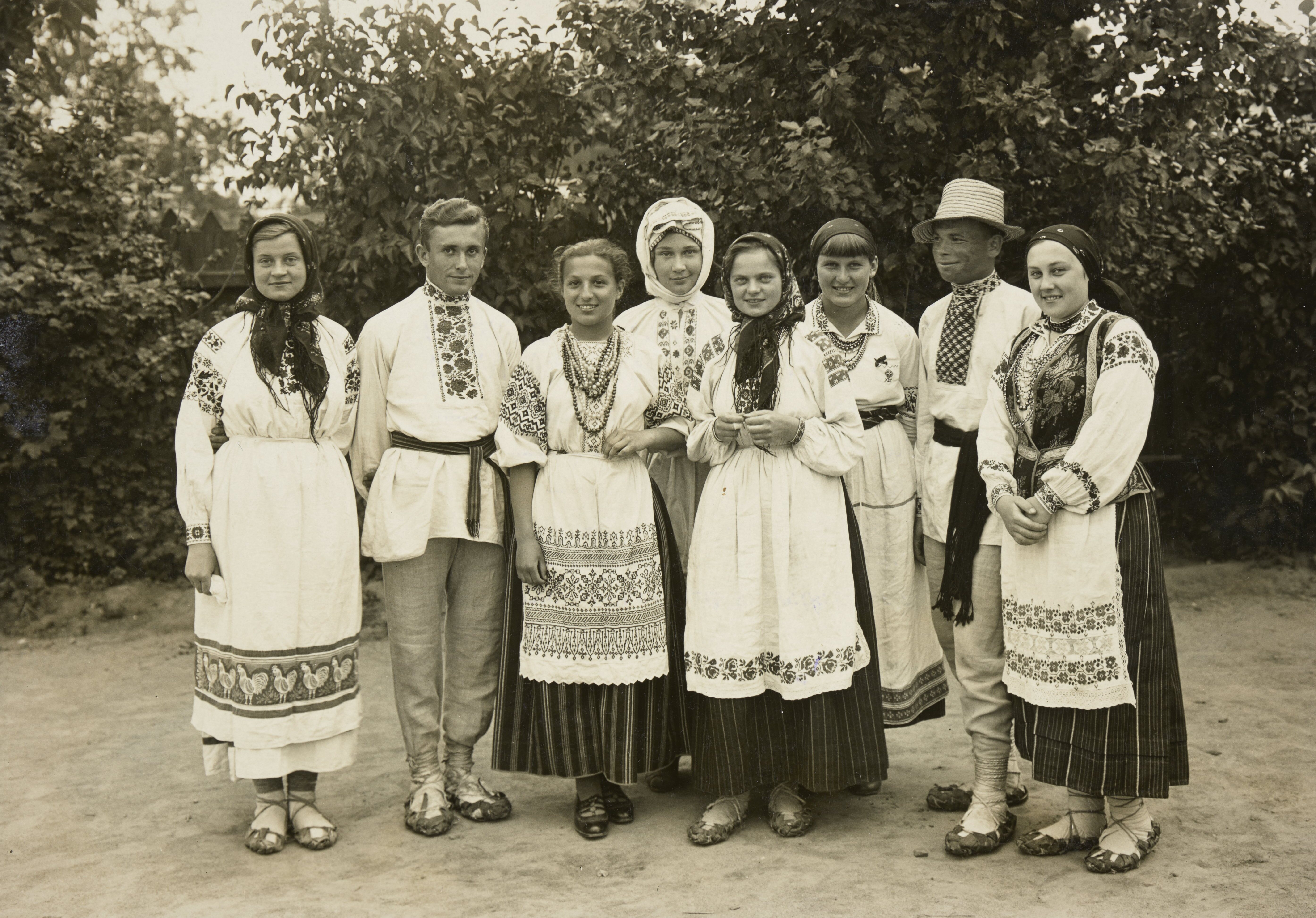
Typy poleskie, przed 1939
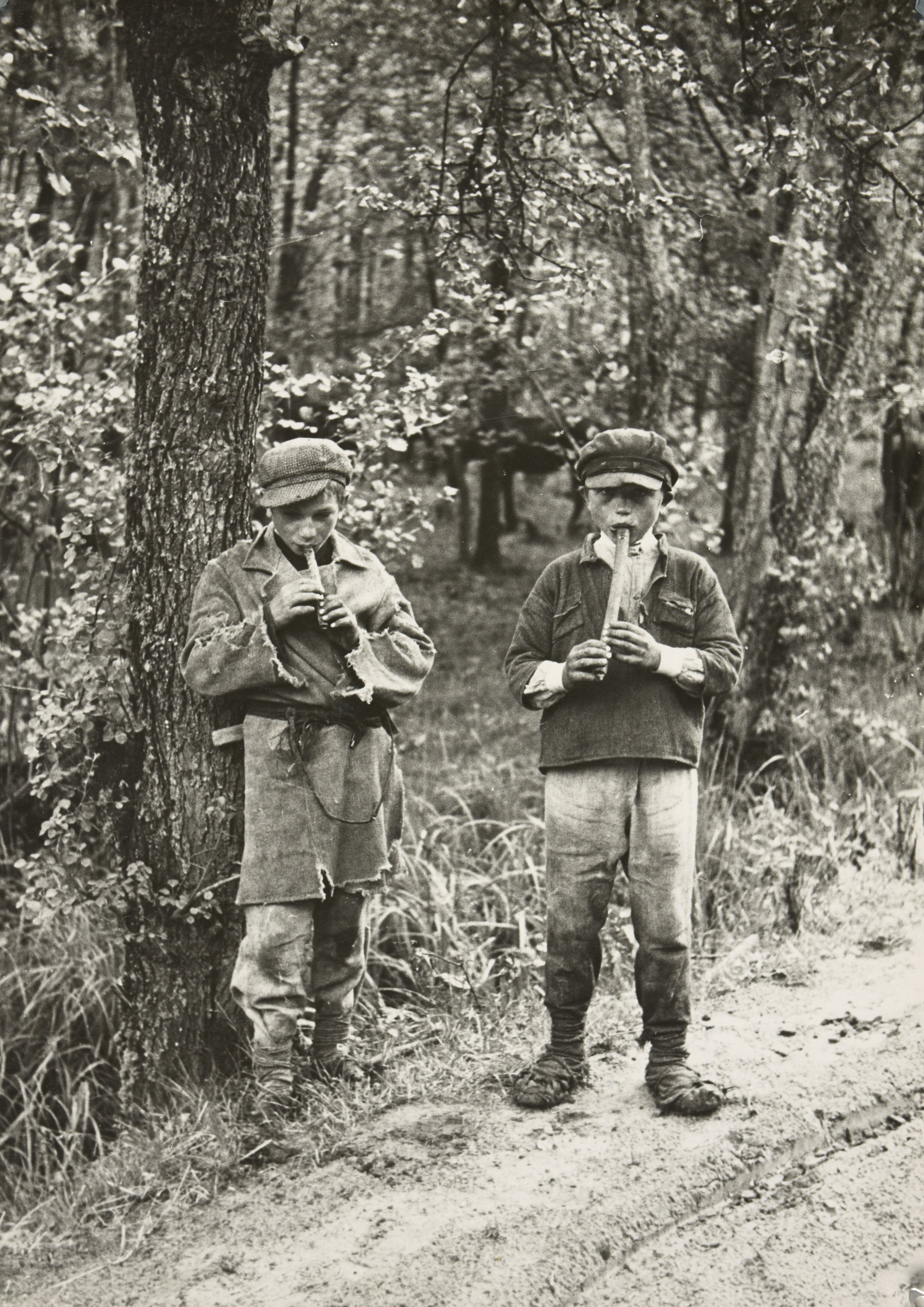
Pastuszkowie pod Sityckiem, około 1936
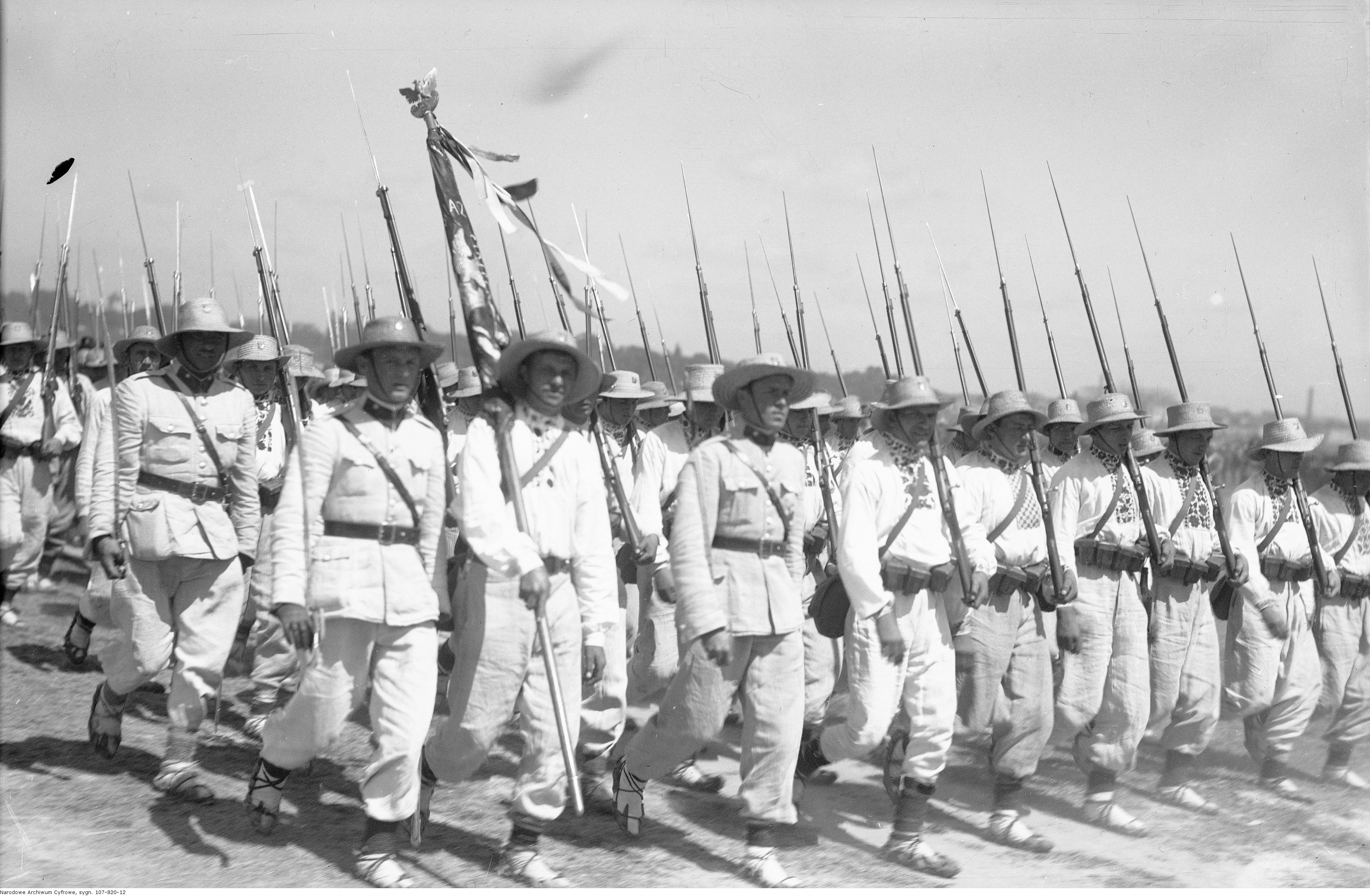
Przemarsz poleszuków podczas parady wojskowej w Warszawie na cześć króla Rumunii Karola II (1937)